# Crystal River
Crystal River é uma cidade localizada no estado americano da Flórida, no condado de Citrus. Foi incorporada em 1903.

## Geografia
De acordo com o United States Census Bureau, a cidade tem uma área de 17,7 km², onde 16 km² estão cobertos por terra e 1,7 km² por água.

### Localidades na vizinhança
O diagrama seguinte representa as localidades num raio de 16 km ao redor de Crystal River.

## Demografia
Segundo o censo nacional de 2010, a sua população é de 3 108 habitantes e sua densidade populacional é de 193,9 hab/km². É a localidade menos populosa do condado de Citrus, e a que, em 10 anos, teve a maior redução populacional do condado. Possui 2 036 residências, que resulta em uma densidade de 127 residências/km².